# 次旺仁增 (中國官員)
次旺仁增（藏語：ཚེ་དབང་རིག་འཛིན་，威利转写：tshe dbang rig 'dzin，1962年—），西藏比如人，藏族，中华人民共和国政治人物、第十二届全国人民代表大会西藏地区代表。
毕业于西藏民族学院医学院临床医学专业。加入中国共产党。2013年，担任全国人大代表。